# Athanásios Kanakáris
Athanásios Kanakáris (grec moderne : Αθανάσιος Κανακάρης) né à Patras en 1760 et mort à Hermione le 14 janvier 1823 était un homme politique grec qui participa à la guerre d'indépendance grecque.
Né à Patras au sein de la riche famille Kanakaris (el)-Rouphos (el), issue de la noblesse du royaume de Sicile, il est le fils de Benizélos Rouphos.
À partir de 1785, il participa à la gestion de sa ville natale Patras et prit peu à peu de l'importance économique, sociale et politique dans le Péloponnèse qu'il représenta auprès de la Sublime Porte. Il fut initié dans la Filikí Etería et s'engagea politiquement et financièrement dans la guerre d'indépendance grecque. Membre de la Gérousie du Péloponnèse, il fut envoyé à l'Assemblée nationale d'Épidaure en 1822. Il devint vice-président de l'Exécutif grec de 1822. Cependant, malade, il mourut au début de 1823.
Son fils, Benizélos Rouphos (nommé en l'hommage de son grand-père) fut lui aussi combattant lors de la guerre d'indépendance et plus tard Premier ministre.

## Sources
- (el) Parlement grec, Μητρώο Πληρεξουσίων, Γερουσαστών και Βουλευτών. 1822-1935, Athènes, Parlement grec,‎ 1986, 159 p. (lire en ligne) [PDF]